# Plymouth (film)
Plymouth is een sciencefictiontelevisiefilm uit 1991, geschreven en geregisseerd door Lee David Zlotoff. De film werd op 26 mei 1991 uitgezonden  door ABC Network als pilotaflevering voor een geplande serie. De serie is er echter nooit gekomen.

## Plot
Plymouth, een kleine hout- en mijnstad in Oregon, werd besmet door straling van een nabijgelegen fabriek gerund door multinational UNIDAC, waardoor alle bewoners in het midden van de nacht halsoverkop geëvacueerd moesten worden. UNIDAC bood financiële compensatie, maar wat de stad eigenlijk wilde was weer een gemeenschap zijn. UNIDAC heeft ook een mijnbouwoperatie op de maan waarbij helium-3 wordt gewonnen, maar deze zit in financieel slechte papieren. De inwoners van Plymouth bieden aan om de operatie over te nemen en bij wijze van proef de eerste permanente nederzetting op de maan te worden.

## Rolverdeling
| Acteur               | Personage                       |
| -------------------- | ------------------------------- |
| Dale Midkiff         | Gil Eaton                       |
| Cindy Pickett        | Addy Mathewson                  |
| Lindsay Price        | April Mathewson                 |
| Perrey Reeves        | Hannah Mathewson                |
| Jerry Hardin         | Lowell                          |
| Richard Hamilton     | burgemeester Wendell Mackenzies |
| James Rebhorn        | Ezra                            |
| Fran Bennett         | Debra                           |
| Sab Shimono          | Hiro                            |
| Joseph Gordon-Levitt | Simon                           |